# Kein Sterbenswort
Kein Sterbenswort (orig.: Tell No One, wörtl.: Sag es niemandem) ist ein Krimi des US-Autors Harlan Coben, den dieser 2001 veröffentlichte.

## Allgemeines
Nach Cobens – bis zu diesem Zeitpunkt siebenteiliger – Myron-Bolitar-Reihe ist Kein Sterbenswort sein erster eigenständiger Roman. Er ist abwechselnd in Ich-Form (aus der Sicht von Dr. David Beck) und in auktorialer Perspektive verfasst. Ähnlich wie auch die Bücher rund um Myron Bolitar weist Kein Sterbenswort eine komplizierte Handlung auf, die sich erst auf den letzten Seiten (in diesem Fall sogar auf der allerletzten Seite) völlig klärt.

## Inhalt

### Das Rätsel
Dreizehn Jahre nach ihrem ersten Kuss feiern Dr. David Beck und seine Frau Elizabeth ebendieses Jubiläum als frisch verheiratetes Paar am See, der Becks Familie gehörte – dort schließlich fand jener erste Kuss statt. Doch in der Nacht geschieht die Tragödie: Sie werden von einem Unbekannten überfallen, Elizabeth wird entführt, Beck schwer verletzt und zurückgelassen, da man ihn für tot hält.
Wenige Wochen später die schreckliche Wahrheit: Elizabeth ist dem Serienkiller KillRoy in die Hände gefallen – dieser wird zwar geschnappt und mehrerer Morde überführt; der Fall Elizabeth Beck ist jedoch etwas zu kompliziert, um ihm tatsächlich offiziell angehängt werden zu können.
Acht Jahre nach diesen Vorfällen ist Beck noch immer nicht so weit, sein Leben in den Griff zu bekommen. Und seine Welt kommt ins Wanken, als er eine Reihe mysteriöser Mails erhält, die suggerieren, dass Elizabeth noch am Leben ist. Als wäre dies nicht schon schockierend genug, ist ihm plötzlich das FBI auf den Fersen, denn zeitgleich wurden am See zwei Leichen entdeckt. Die Männer trugen einen Schlüssel bei sich, der sich als Elizabeths Schließfachschlüssel erweist. In diesem Schließfach befinden sich Bilder, die Elizabeth mit deutlichen Spuren körperlicher Misshandlung zeigen.
Beck, der aufgrund einer Teilamnesie nie erklären konnte, wie er jene Nacht eigentlich überlebte, wird auf einmal des Mordes an Elizabeth angeklagt. Die zwei gefundenen Männer, so die Anklage, seien seine Komplizen gewesen, die er loswerden wollte. Das Motiv: eine Lebensversicherung in Höhe von 200.000 Dollar von seiner Frau. Als Beck auch noch die Flucht ergreift, ist die Polizei sich seiner Schuld sicher.

### Die komplexe Aufklärung des Falles
Tatsächlich ist Elizabeth noch am Leben. Da sie ihrem Mann versteckte Botschaften schickt, flieht der vor der Polizei, um sich mit ihr treffen zu können. Unschuldig sind sie jedoch beide, auch wenn Elizabeth im Laufe der Ermittlungen ebenfalls des Mordes bezichtigt wird – des Mordes an Brandon Scope.
Es ist dieser Mordfall, der wenige Monate vor Elizabeths vermeintlichem Tod Schlagzeilen machte, auf den alles zurückführt. Elizabeth arbeitete für Brandon, den Sohn des Milliardärs Griffin Scope. Brandon setzte sich für notleidende Menschen ein, Elizabeth arbeitete in seiner Verwaltung. Doch sie kam ihm auf die Schliche: Der Philanthrop Brandon war verwickelt in allerlei dunkle Geschäfte, etwa die Prostitution Minderjähriger. Kaum dass Brandon klar wurde, dass Elizabeth Lunte gerochen hatte, verprügelte er sie zur Warnung – daher die Spuren der Misshandlung.
Doch dann wurde Brandon überraschend ermordet. Doch von wem? Hoyt Parker, Elizabeths Vater, war der Polizist, der den Fall bearbeitete und sofort überzeugt war, dass Elizabeth es war und in Notwehr handelte. Um sie in Schutz zu nehmen, hängte er das Verbrechen einem unschuldigen Kleinganoven an. Das wollte Elizabeth nicht zulassen und fabrizierte für den Angeklagten ein Alibi, sodass Brandons Tod ungeklärt blieb.
Griffin wollte den Tod seines Sohnes aber nicht ungesühnt lassen und setzte zwei Männer darauf an, Elizabeth und Beck zu töten, überzeugt, Elizabeth sei die Mörderin. Hoyt, der zu den korrupten Polizisten gehörte, die mit Griffin zusammenarbeiteten, bekam davon Wind und rettete Elizabeth aus den Klauen der Männer, die er sodann ermordete. Als Polizist mit dem Fall KillRoy vertraut, gaukelte er den Medien vor, dieser habe Elizabeth ermordet – an ihrer statt „identifizierte“ Hoyt die Leiche einer Unbekannten als seine Tochter, während Elizabeth untertauchte. Griffin schöpfte keinen Verdacht, da er den beiden Handlangern befohlen hatte, sich nach dem Mord aus dem Staub zu machen.
Doch dann werden ebendiese beiden Männer gefunden, als ein Bär mit einem Arm im Maul auftaucht, was zu näheren Untersuchungen führt. Der Schließfachschlüssel bringt neben den Fotos noch eine weitere Überraschung: Dort nämlich finden sie die Mordwaffe im Fall Brandon Scope, eindeutig Becks Pistole. Hat Elizabeth den Mord an Brandon also doch begangen?
Ihr Vater Hoyt, mittlerweile reuig wegen all seiner Schandtaten, ist davon bis zum Ende überzeugt und belügt Griffin Scope, als er sich sicher ist, dass das FBI zuhört. Er gibt sich selbst als Brandons Mörder aus, um Elizabeth erneut und endgültig zu entlasten. Sein angebliches Motiv: Rache für die Misshandlung seiner Tochter. Hoyt erschießt Griffin daraufhin, seinerseits aus Rache, kurz bevor die Polizei eingreifen kann.
Doch Hoyt nahm unwissend nicht Elizabeth in Schutz. Es war David Beck, der Brandon in Notwehr tötete, denn Brandon brach in ihr Haus ein, um Elizabeth endgültig zum Schweigen zu bringen. Elizabeth war aber gar nicht zu Hause, sondern nur Beck, der den mit einem Messer bewaffneten Brandon in Notwehr erschoss.

## Wissenswertes
- Das Buch wurde in Frankreich unter dem Titel Ne le dis à personne (dt.: Kein Sterbenswort) äußerst erfolgreich verfilmt; die Romanhandlung wurde nach Frankreich verlegt, die Personennamen abgeändert.
- Der Erfolg des Romans in Deutschland führte dazu, dass die folgenden Bücher Cobens – um an den Titel Kein Sterbenswort zu erinnern – fast ausschließlich nach dem Schema Kein + Resttitel übersetzt wurden. Es folgten nämlich Kein Lebenszeichen, Keine zweite Chance, Kein böser Traum und Kein Friede den Toten; die englischen Titel jedoch haben damit nichts zu tun.
- Durch das Auftreten der Anwältin Hester Crimstein ist dieser Roman lose mit der Myron-Bolitar-Reihe verknüpft, da Crimstein auch dort häufig in Erscheinung tritt.